# Elecciones generales de Bolivia de 1909
Las elecciones generales de Bolivia de 1909 se llevaron a cabo en todo el país el día domingo 2 de mayo de 1909, con el objetivo de elegir al futuro Presidente de Bolivia para el periodo constitucional 1904-1908. Alrededor 42 100 personas acudieron a las urnas para depositar su voto con el sistema electoral de voto calificado. Se presentaron dos candidatos presidenciales, entre ellos Eliodoro Vilazón Montaño representando al Partido Liberal y Eufronio Viscarra como candidato independiente.
El candidato Villazón ganó estos comicios con más del 92 % de la votación total, logrando obtener el apoyo de 37 845 votos mientras que Viscarra obtuvo solamente 3 062 votos (7 % de la votación). De esta manera se declaró a Villazón como presidente electo democráticamente, mediante la Ley el 11 de agosto, asumiendo la Presidencia de Bolivia el 12 de agosto de 1909.